# سيذر
سيذر (بالإنجليزية: Seether)‏، هي فرقة روك من بريتوريا، جنوب أفريقيا، اسست عام 1999 تحت لقب Saron Gas ، من ثم تم تغيير اسم الفرقة إلى Seether بالتزامن مع صدور ألبومهم الثاني والرئيسي بالاسم الجديد. Disclaimer

## الألبومات
- (2000) Fragile
- (2002) Disclaimer
- (2004) Disclaimer II
- (2005) Karma And Effect
- (2007) Finding Beauty in Negative Spaces
- (2011) Holding Onto Strings Better Left to Fray

## أعضاء الفرقة
حالياً
- شون مورغان - المغني الرئيسي ، عازف إيقاع (1999 - الآن)
- ديل ستيورات - عازف قيثارة ، مغني مساعد (2000 - الآن)
- جون هامفري - طبل (2004 - الآن)
- براين - عازف قيثارة رئيسي ، مغني مساعد (2014 - الآن)

الأعضاء السابقون
- يوهان غريلينغ - عازف قيثارة رئيسي ، (1999) في Saron Gas
- تايرون موريس - عازف قيثارة ، (1999 - 2000) في Saron Gas
- ديفيد كوهو - طبل ، مغني مساعد (1999 - 2002) في Saron Gas
- نيك اوشيرو - طبل (2002 - 2003)
- بات كالاهان - عازف قيثارة رئيسي (2002 - 2006)
- تروي مكلاون - عازف قيثارة رئيسي ، مغني مساعد (2008 - 2013)

## روابط خارجية
- سيذر على موقع IMDb (الإنجليزية)
- سيذر على موقع ميوزك برينز (الإنجليزية)
- سيذر على موقع أول ميوزيك (الإنجليزية)
- سيذر على موقع أول ميوزيك (الإنجليزية)
- سيذر على موقع ديسكوغز (الإنجليزية)
- سيذر على موقع ديسكوغز (الإنجليزية)